# Каюки
Каюки (тат. Көек) — село в Спасском районе Республики Татарстан России. Входит в состав Бураковское сельского поселения.

## География
Село находится в южной части Татарстана, в лесостепной зоне, на берегах реки Актай, при автодороге 16К-0196, в 59 км к северо-востоку от города Болгара, административного центра района. Абсолютная высота — 60 метров над уровнем моря.

### Климат
Климат характеризуются как умеренно континентальный, с умеренно холодной продолжительной зимой и недостаточно влажным относительно тёплым летом. Среднегодовая температура воздуха составляет 3,9 °С. Средняя температура воздуха самого холодного месяца (января) — −11,1 °C; самого тёплого месяца (июля) — 19,3 °C. Среднегодовое количество атмосферных осадков составляет 483 мм, из которых около 346 мм выпадает в период с апреля по октябрь.

### Часовой пояс
Село Каюки, как и весь Татарстан, находится в часовой зоне МСК (московское время). Смещение применяемого времени относительно UTC составляет +3:00.

## История
Окрестности села были обитаемы в эпоху средневековья, в период Волжской Булгарии, о чём свидетельствуют археологические памятники:
- Каюковское селище (именьковская культура, булгарский период)
- Каюковское селище I, «Чувашские мазарки» (булгарский период домонгольского времени).

Село известно с 1656 года.
До отмены крепостного права в России жители учитывались как государственные крестьяне. Их традиционные занятия — земледелие и скотоводство, также — кузнечный, сапожный и валяльно-войлочный промыслы.
Первая мечеть была возведена в 1650-е годы (разрушена в 1743 г.), в конце XVIII века была отстроена заново; вторая мечеть была построена в 1862 году, в 1910 году перемещена на новое место.
В «Списке населенных мест по сведениям 1859 года», изданном в 1866 году, населённый пункт упомянут как казённая деревня Куюки 2-го стана Спасского уезда Казанской губернии. Располагалась при реке Ахтае, по правую сторону просёлочного торгового тракта в Лаишев, в 27 верстах от уездного города Спасска и в 38 верстах от становой квартиры в казённой деревне Матаки Базарные. В деревне в 154 дворах жили 1015 человек (485 мужчин и 530 женщин). Была мечеть.
По сведениям переписи 1897 года, в деревне Коюки Спасского уезда Казанской губернии жили 1716 человек (836 мужчин и 880 женщин), все мусульмане.
В начале XX века в селе действовали 2 мечети, 2 мектеба, 5 мельниц, кузница, 3 крупообдирки, 2 шерстобойни, 8 мелочных лавок; земельный надел сельской общины насчитывал 4457,3 десятины.
До 1920 году село было в Николо-Пичкасской волости Спасского уезда Казанской губернии. С 1920 года вошло в состав образованного Спасского кантона ТАССР, с 10 августа 1930 года — Спасского (с 1 апреля 1935 г. по 4 октября 1991 г. — Куйбышевский) района.
В 1931 году в селе был организован первый колхоз, с 1960 года колхоз села был реорганизован в отделение в составе совхоза, с 1997 года — сельскохозяйственный производственный кооператив, в 2008 году на его базе было создано открытое акционерное общество «Авангард».

## Население
| 1716 | 1762 | 1782 | 1795 | 1859 | 1897 | 1908 | 1920 | 1926 | 1938 | 1949 | 1958 | 1976 | 1979 | 1989 | 2002 | 2010 | 2021 |
| ---- | ---- | ---- | ---- | ---- | ---- | ---- | ---- | ---- | ---- | ---- | ---- | ---- | ---- | ---- | ---- | ---- | ---- |
| 265  | 329  | 166  | 515  | 1015 | 1716 | 1855 | 2087 | 1480 | 1364 | 999  | 751  | 708  | 506  | 384  | 332  | 312  | 203  |

### Национальный состав
Согласно результатам переписи 2002 года, в национальной структуре населения татары составляли 98 % из 332 чел.

## Экономика
Сельское хозяйство со специализацией на растениеводстве и молочном животноводстве.

## Инфраструктура
В селе действуют:
- неполная средняя школа
- клуб
- библиотека (с 1937 г.)[5].

## Религия
Мечеть (с 1996 г.).

## Известные люди
- Абдулла Алиш (1908—1944) — татарский советский поэт, писатель, автор сборников рассказов для детей, стихотворений, драматических произведений
- Ильдус Ибатуллович Ибатуллин (род. 1946) — специалист по кормлению сельскохозяйственных животных, доктор сельскохозяйственных наук